# Chrysobothris knulli
Chrysobothris knulli es una especie de escarabajo del género Chrysobothris, familia Buprestidae. Fue descrita científicamente por Nelson en 1975.
Se encuentra en Arizona, Nuevo México y México.